# Pegomya revolutiloba
Pegomya revolutiloba este o specie de muște din genul Pegomya, familia Anthomyiidae, descrisă de Zheng și Fan în anul 1990. Conform Catalogue of Life specia Pegomya revolutiloba nu are subspecii cunoscute.